# Сельскохозяйственный учёный комитет
Сельскохозяйственный учёный комитет (СХУК) — создан в 1917 году на базе Учёного комитета Министерства земледелия, основание которого, в свою очередь, восходит к 1837 году, когда было учреждено Министерство государственных имуществ Российской империи (МГИ).
В задачу МГИ входило внедрение на казенных землях новых способов обработки земли, распространение среди государственных крестьян агрономических знаний, обучение методам борьбы с сельскохозяйственными вредителями, рационального использования природных ресурсов и т. д.
Для обсуждения научных вопросов развития сельского хозяйства, рассмотрения научных сочинений, учебных курсов и пособий по сельскому хозяйству, организации публичных конкурсов на практическое решение актуальных хозяйственных задач при МГИ был создан Учёный комитет, который с 9 января 1845 года перешел в ведение Департамента земледелия МГИ. Ученый комитет состоял из членов, назначавшихся императором по представлению министра.

## Положение Ученого комитета в 1894—1905 гг
В 1894 году, когда МГИ было преобразовано в Министерство земледелия и государственных имуществ (МЗиГИ), Учёный комитет превратился в важное подразделение Министерства, определявшее основные направления научной деятельности и непосредственно проводившее сами исследования. Ученый комитет планировал и контролировал научные исследования в области сельскохозяйственного производства и эксплуатации биологических и водных ресурсов, занимался созданием и реформированием научных и учебных учреждений, связанных с решением поставленных перед комитетом задач, участвовал в разработке их положений и уставов. Направляя научные исследования в области сельского хозяйства, Учёный комитет занимался устройством сельскохозяйственных опытных станций, лабораторий, опытных полей, составлял программы их работ и инструкций. В 1898—1904 годах его возглавлял И. А. Стебут, который организовал первые съезды по опытному делу (известные как стебутовские).
Учёному комитету МЗиГИ подчинили Сельскохозяйственную бактериологическую лабораторию, созданную С. С. Мережковским в 1891 году при Департаменте земледелия и возглавляемую с 1895 года А. Е. Феоктистовым.
Предполагалось создание Центрального агрономического института, в котором будет сосредоточено руководство не только агрономическими исследованиями, но и всем опытным делом в Российской империи. В нём должны были функционировать отделения: земледелия, почвенное, химическое, ботаники, зоологическое, сельскохозяйственной механики, метеорологии, а также химическая лаборатория, ботанические и зоологические кабинеты и т. п. Однако подобный институт не был создан, а весь предполагаемый объём исследовательских и административных задач было решено разделить между различными бюро комитета:
- Бюро по энтомологии (с 1894, зав. И. А. Порчинский)
- Бюро по прикладной ботанике (с 1894, первый зав. А. Ф. Баталин)
- Бюро по зоотехнии (с 1894)
- Бюро по почвоведению (с 1895, зав. Н. М. Сибирцев, объединено в 1900 г. с созданным П. С. Коссовичем в 1897 г. Бюро по агрономии и названное Бюро по земледелию и почвоведению)
- Бюро по метеорологии (с 1897, зав. П. И. Броунов)
- Бюро по промысловой зоологии и рыбоводству (с 1899 г., зав. О. А. Гримм)

В 1901 году при Учёном комитете была создана Учёная комиссия, ведавшая организацией сельскохозяйственных научных заведений, разработкой их программ, а также опытными сельскохозяйственными и семеноводческими работами.

## Положение Учёного комитета в 1905—1917 гг
После реформы сельскохозяйственного ведомства в 1905 году и создания Главного управления землеустройства и земледелия (ГУЗиЗ), Учёный комитет возглавил князь Б. Б. Голицын, благодаря усилиям которого бюджетные ассигнования увеличились, а деятельность ранее созданных бюро, до реформы бывшая весьма ограниченная, активизировалась. Дополнительно к ранее существовавшим бюро были образованыː
- Бюро по микологии и фитопатологии (1907, зав. А. А. Ячевский)
- Бюро по сельскохозяйственной механике (1907, зав. Д. Д. Арцыбашев)
- Бюро частного растениеводства (1911, зав. Н. К. Недокучаев)

При Учёном комитете работала также Учебная комиссия (Учебное бюро), ведавшая сельскохозяйственными учебными заведениями, и Комиссия по сельскохозяйственному опытному делу, рассматривавшая вопросы организации, финансирования и исследовательской политики опытных учреждений, включая разработку основных положений и законов, регламентирующих деятельность опытных учреждений.
В 1915 году Учёный комитет, как и большинство структур ГУЗиЗ, перешел в состав Министерства земледелия и продолжал руководить научными исследованиями, проводимыми в различного рода бюро, лабораториях, садах, на опытных станциях, разрабатывал учебные планы и программы для подведомственных учебных заведений, занимался патентной деятельностью, организовывал конкурсы учебной литературы и присуждал награды за заслуги в области сельского хозяйства. В его учреждениях служили ведущие в своих областях специалисты: И. П. Бородин, П. И. Броунов, С. П. Глазенап, А. А. Шульц, Е. Ф. Лискун, Н. И. Кузнецов, Е. В. Вульф, Р. Э. Регель, Н. А. Монтеверде, В. Н. Любименко, К. Д. Глинка, К. Д. Суходский, В. Л. Комаров, Д. Н. Прянишников, И. А. Стебут, Г. И. Танфильев и др.

## Положение Ученого комитета в 1917—1922 гг
28 июня 1917 года Временным правительством было принято новое положение о Сельскохозяйственном учёном комитете Министерства земледелия, которое заменило бывший Учёный комитет Министерства земледелия. Председателем Сельскохозяйственного учёного комитета стал В. И. Вернадский, а его заместителями — Д. Д. Арцыбашев, Н. М. Тулайков, А. А. Ячевский. В июле 1917 г. Ученый Комитет преобразован в Сельскохозяйственный Ученый Комитет (СХУК), а специальные бюро — отделы:
- Отдел земледелия и почвоведения
- Отдел машиноведения
- Отдел метеорологии
- Отдел бактериологии
- Отдел прикладной ботаники
- Отдел частного растениеводства
- Отдел садоводства и огородничества (А. А. Шульц)
- Отдел микологии и фитопатологии
- Отдел зоотехнии
- Отдел рыбоводства, рыболовства и промысловых животных (В.К. Бражников, В. И. Мейснер)
- Отдел прикладной зоологии и энтомологии
- Отдел организации опытного дела
- Отдел статистико-экономический
- Лесной отдел (М. Е. Ткаченко)
- Отдел пчеловодства и шелководства
- Отдел сельскохозяйственное учебное бюро

26 октября 1917 года Министерство земледелия Российской империи было упразднено. В конце 1917 года СХУК и его структурные подразделения перешли в ведение Наркомата земледелия РСФСР. В рамках Наркомзема они довольно долго действовали на прежних основания и в большой степени в прежнем составе. В состав СХУК вошли Вологодский молочно-хозяйственный институт (1919), Научно-мелиорационный институт и Сельскохозяйственный институт опытного дела (1921). В 1918—1920 годы Комитет возглавлял Н. М. Тулайков.
В июле 1922 года Сельскохозяйственный учёный комитет решением Коллегии Наркомзема был преобразован в многоотраслевой Государственный институт опытной агрономии (ГИОА). Сельскохозяйственный институт опытного дела передан Главному управлению профессионального образования (Главпрофобру), а Научно-мелиорационный институт выделен в самостоятельный институт, который оставался связан с ГИОА в научной и финансовой области до 1924 года.
Директором ГИОА стал Н. И. Вавилов. В институте были созданы отделы: почвоведения; прикладной ботаники и селекции; энтомологии; микологии и фитопатологии; зоотехнии; прикладной ихтиологии и научно-промысловых исследований; машиноведения; лесного дела; сельскохозяйственной микробиологии; библиотека.
В 1930 году в соответствии с постановлением СНК СССР от 25 июня 1929 г. и по приказу Наркомзема РСФСР от 28 октября 1929 г. № 145 (после образования Академии сельскохозяйственных наук — ВАСХНИЛ) ГИОА ликвидирован.
Сложившаяся в конце XIX — начале XX в. в сельскохозяйственном ведомстве система научных учреждений стала основой организации сельскохозяйственной науки в СССР. Структуры дореволюционных учреждений стали базовыми для новых институтов — ВИРа, ВИЗРа, НИИЛХа, Ленинградского ихтиологического института, — или вошли в них в качестве лабораторий, бюро, отделов, опытных и селекционных станций и т. д.